# پونس، کنت تولوز
پونس، کنت تولوز (۹۹۱ – ۱۰۶۰) کنت تولوز از سال ۱۰۳۷ تا زمان مرگش در سال ۱۰۶۰ میلادی بود. وی بزرگترین فرزند ویلیام سوم تولوز و اما پروانس بود. وی دوباره ازدواج کرد: بار نخست مایوره که از وی صاحب یک فرزند با نام پونس شد؛ بار دوم با آلمودیس د لمارش، همسر سابق هیو پنجم لوزینیان، که از وی صاحی ۴ فرزند شد:
- ویلیام
- ریمون
- هیو
- آلمودیس